# Har Hotzvim
Har Hotzvim (en hebreu: הר חוצבים) (transliterat: Har Hotzvim) és un parc industrial d'alta tecnologia situada en el nord-oest de Jerusalem. És la zona principal de la ciutat per a les empreses basades en la ciència i la tecnologia, entre elles: Intel, Teva Pharmaceutical Industries, Cisco Systems, RAD Data Communications, Mobileye, Ophir Optronics, Sandvine, Radware, IDT Global, Medtronic, Johnson & Johnson, etc.
A més de les empreses grans, el parc també acull prop de 100 pimes d'alta tecnologia, així com un viver d'empreses. En 2011, el parc industrial de Har Hotzvim va donar feina a 10.000 persones.